# Agathomyia bellatula
Agathomyia bellatula är en tvåvingeart som beskrevs av Shatalkin 1980. Agathomyia bellatula ingår i släktet Agathomyia och familjen svampflugor. Inga underarter finns listade i Catalogue of Life.